# Gymnogobius zhoushanensis
Gymnogobius zhoushanensis är en fiskart som beskrevs av Zhao, Wu och Zhong 2007. Gymnogobius zhoushanensis ingår i släktet Gymnogobius och familjen smörbultsfiskar. Inga underarter finns listade i Catalogue of Life.